# Georges de la Falaise
Louis Venant Gabriel „Georges” Le Bailly, conte de la Falaise (n. 24 martie 1866, Luçon, Pays de la Loire, Franța – d. 8 aprilie 1910, Paris, Île-de-France, Franța) a fost un scrimer francez specializat pe sabie, laureat cu aur la Jocurile Olimpice din 1900 de la Paris. A fost medaliat și la Jocurile Intercalate din 1906, cucerind aurul atât la individual, cât și pe echipe.
După ce a absolvit Școala Militară de la Saint-Cyr în anul 1887, a fost numit locotenent la Regimentul 8 Dragoni din Lunéville, apoi a devenit căpitan la Regimentul 4 „Chasseurs à cheval” (cavalerie ușoară) din Châlons-sur-Marne. A învățat sabia sub îndrumarea maestrului italian Antonio Conte și a jucat un rol important în dezvoltarea în Franța a stilului italian, conceput pentru sabia ușoară (în italiană sciabola). Membru Societății civile de scrimă „Le Sabre” (litt. „Sabia”), a scris regulamentul de sabie din armata și a fost însărcinat cu instruirea în sabie călare la Școala de Cavalerie de la Saumur.